# 이디 아민

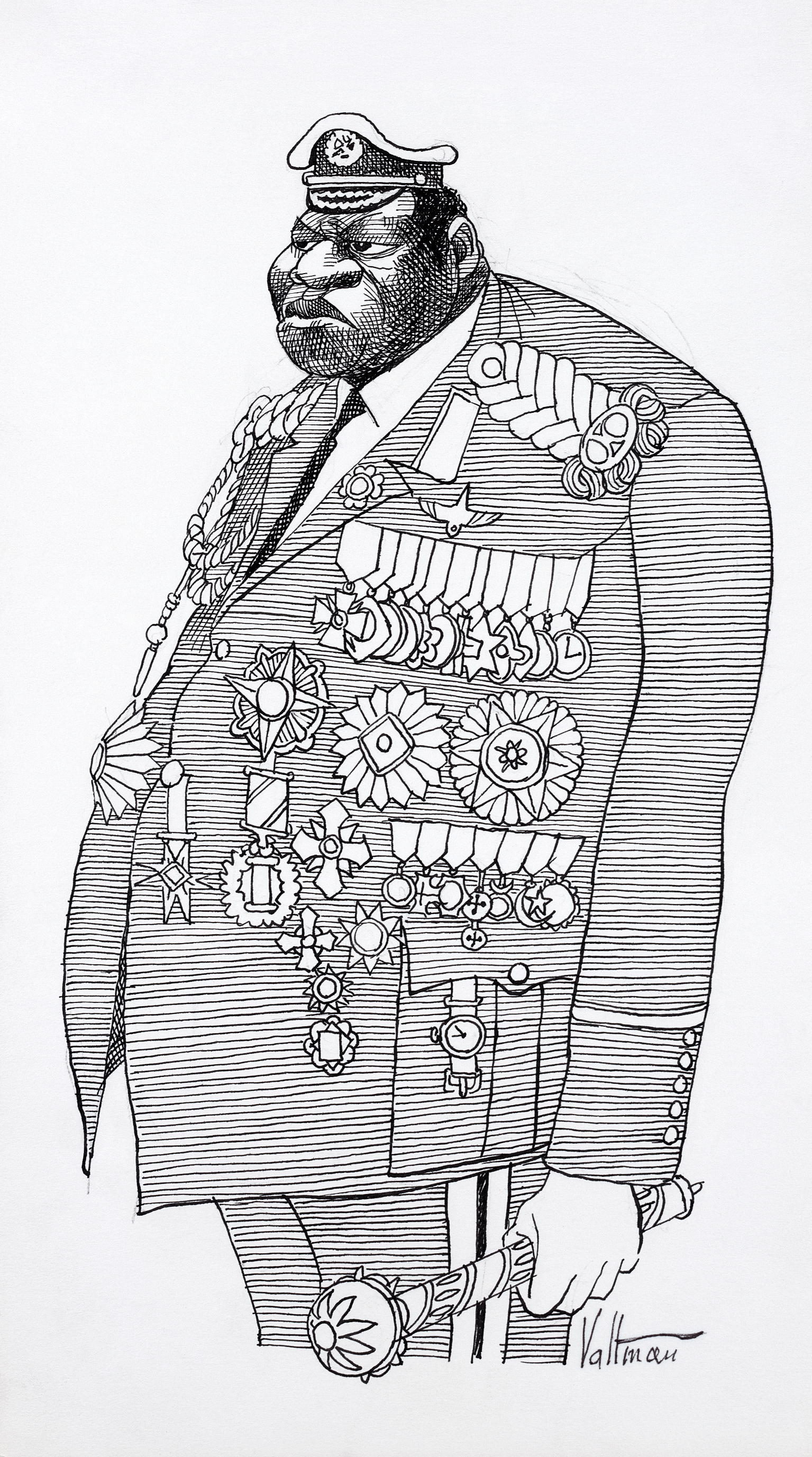
이디 아민을 표현한 캐리커처 (1977년)

이디 아민 다다 오우메(영어: Idi Amin Dada Oumee, 1928년 5월 30일 ~ 2003년 8월 16일)은 우간다의 군인 출신 정치인으로 1971년 군사 쿠데타로 대통령에 취임하였다.

## 집권 하기 전
우간다 북서부의 서나일 아루아의 소부족 카크와 출신. 이슬람교도이자 농부인 아버지와 주술을 통해 사람들을 치료하는 루그바라 부족 주술사인 어머니 사이에서 태어났지만 공식 교육은 거의 받지 못한 문맹이었던 이디 아민은 193cm의 거구였으며, 권투 챔피언이었다. 제2차 세계 대전 당시 이디 아민은 버마 전투에 참가하고, 1946년 영국 식민지 군에 입대하고, 1953년부터 1959년까지 케냐에서 대장으로 영국군으로 마우-마우 저항진압에 가담했다. 1961년 아민은 우간다 최초의 유색 장교가 되었다. 1962년 우간다가 독립하고, 1964년 대령이 된 이디 아민은 1966년 밀턴 오보테와 함께 대통령 무테사 2세를 제거하는데 동참한다. 1967년에는 군 통수권자가 되었다가 콩고 반란군 원조 문제에 연루되어 좌천당했다.

## 쿠테타와 집권
1971년 1월 25일 밀턴 오보테가 싱가포르에서 열린 콘퍼런스에 참여하고 있는 동안 무혈 쿠테타로 정권을 잡았다.
서구 국가들에게 이 쿠테타는 안도를 주었으며, 영국과 이스라엘은 아민 정권을 바로 인정했다. 그러나 쿠데타 며칠 후, 우간다의 지식인, 장교, 법관들이 사라지기 시작했으며, 오보테를 지지했던 마을들은 폐허가 되었고, 주민들은 살해당했다.
그가 권력에 있던 8년간, 10만에서 50만에 이르는 희생자가 있었을 것으로 인권단체는 추정하고 있다. 아랍권의 국가들과 경제관계를 개선하기 위해, 아민은 이스라엘의 적임을 자처했다. 그는 나치의 유대인 학살을 미화하고, 유대인들을 추방했다.
1972년 아프리카화 캠페인의 일환으로 아시아인들을 내쫓고, 외국인 소유의 기업들을 국영화하였는데, 그로 인해 우간다는 중산층과 상류층을 잃게 되었다. 1971년에 대통령과 군사령관, 1975년에는 육군원수, OAU의 의장으로 선출되었고, 1976년에는 자신을 종신대통령으로 선언했다.

## 몰락
1978년 군 내부의 반역음모를 무마하기 위해, 탄자니아 침공을 명령했다. 그러나 수많은 반 아민 단체와 반군들이 탄자니아군과 연합해 1979년 4월 11일 반격으로 수도 캄팔라가 탄자니아군과 망명 우간다인들에게 점령당했다.
아민은 우선 리비아로 도망치고 나중엔 이라크로 향했다가 결국에는 사우디아라비아를 마지막 망명지로 택하였는데 사우디아라비아 정부는 정치에 관여하지 않는다는 조건으로 지다에 그가 살 빌라를 내어주었다. 그곳에서 그는 고혈압과 신경마비로 인한 혼수 상태에 빠져있다가 2003년 8월 16일 생을 마쳤다.

## 그 외
흑인우월주의자로 백인들을 굉장히 증오했으며 이 때문에 1975년 7월에 자국에 체류한 영국 백인 사업가들을 아무 이유 없이 체포한 뒤 자신이 타는 가마를 짊어지게 하여 한동안 자신의 가마꾼으로 부려먹었다.

## 같이 보기
- 과식주의